# Thomas Fränzel

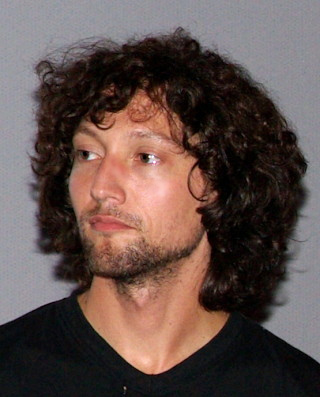
Thomas Fränzel bei der Premiere des Tatorts Bluthochzeit auf dem Filmfest Hamburg 2009

Thomas Fränzel (* 1979 in Erfurt) ist ein deutscher Schauspieler.

## Leben
Der Sohn eines Jazz-Saxophonisten übte nach dem Abitur in Erfurt und einem Volontariat beim Rundfunk zunächst verschiedene Tätigkeiten beim Film und am Theater aus. Von 2002 bis 2006 studierte er Schauspiel an der Hochschule für Schauspielkunst „Ernst Busch“ Berlin. Noch während des Studiums erhielt er die Hauptrolle in Vanessa van Houtens Debütspielfilm Haus der Wünsche. Der Kurzfilm Das Mädchen mit den gelben Strümpfen mit Thomas Fränzel und Rosalie Thomass in den Hauptrollen wurde 2008 mit dem Deutschen Kurzfilmpreis in Gold ausgezeichnet. In der 2008 gedrehten Tatort-Folge Bluthochzeit hatte Fränzel eine größere Rolle an der Seite von Peter Kremer, Eva Mattes und Petra Schmidt-Schaller. Fränzel spielte die Hauptrolle eines idealistischen jungen Lehrers im Studienabschlussfilm Ausreichend, der auf zahlreichen internationalen Festivals lief und den First Steps Award 2012 in der Kategorie „Spielfilm bis 60 Minuten“ erhielt. Im selben Jahr war er in einer großen Nebenrolle im Kinofilm Offroad an der Seite von Nora Tschirner und Elyas M’Barek zu sehen. 2013 spielte er mit Maria Schrader und Ursula Werner im Kinofilm Schwestern von Anne Wild. Im Improvisationsfilm Alki, Alki von Regisseur Axel Ranisch drehte er 2014 in der Rolle eines Psychotherapeuten mit Oliver Korittke und Iris Berben. Auch am Theater war der freischaffende Schauspieler zu sehen, so als Gast am Berliner Maxim-Gorki-Theater. Er arbeitet zudem als Sprecher für Hörspielproduktionen, Features sowie für Werbespots in Kino und TV.
Fränzel lebt in Berlin. Aus der Beziehung zur Schauspielerin Petra Schmidt-Schaller, die er 2014 heiratete, hat er eine Tochter (* 2011).

## Filmografie
- 2007: Haus der Wünsche
- 2007: KDD – Kriminaldauerdienst – Unversöhnlich
- 2007: Mörderischer Frieden
- 2008: Das Mädchen mit den gelben Strümpfen (Kurzfilm)
- 2008: Amoklove (Kurzfilm)
- 2008: Doctor’s Diary – Nonnen sind auch nur Frauen
- 2009: Mein Mann, seine Geliebte und ich
- 2009: Tatort – Bluthochzeit
- 2011: Vielleicht in einem anderen Leben
- 2011: Ausreichend
- 2012: Offroad
- 2013: Großstadtrevier –  Durch dick und dünn
- 2013: SOKO Leipzig – Elternabend
- 2013: Schwestern
- 2013: Alarm für Cobra 11 – Das große Comeback
- 2015: Sibylle
- 2015: Alki Alki
- 2015: Polizeiruf 110 – Wendemanöver
- 2015: Alexandra (Kurzfilm)
- 2016: Das Gegenteil von Orange (Kurzfilm)
- 2018: Horizont (Kurzfilm)
- 2021: Ich Ich Ich